# النا مانفردینی
النا مانفردینی معمار ایتالیاییِ ساکن ونیز، کالیفرنیا است، جایی که او مدیر و صاحب آتلیه مانفردینی است. او استاد صاحب کرسی برنامه‌های تحصیلات تکمیلی در مؤسسه معماری کالیفرنیای جنوبی (سای-آرک) است. او دارای بیش از پانزده سال تجربه حرفه‌ای است که گستره ای از معماری، هنر، طراحی و آموزش را در برمی گیرد.

## نمایشگاه‌ها
- النا منفردینی در نمایشگاه «پرتره‌های ساختمانی» که در گالری اینداستری لس آنجلس کالیفرنیا در سال ۲۰۱۶ برگزار شد شرکت کرد.[۱]
- اینستالیشنی با عنوان مِرلِتی که در گالری مؤسسه معماری کالیفرنیای جنوبی در لس آنجلس، کالیفرنیا در سال ۲۰۰۸ نمایش داده.[۲]
- «آنتروپی: هنر در معماران» در گالری کوپلین دل ریو در لس آنجلس، فوریه ۲۰۰۷.[۳]